# SMS-Briefmarke
Die SMS-Briefmarke (französisch timbres-poste SMS, italienisch francobollo SMS) war ein Angebot der Schweizerischen Post, mit der Briefe mit Hilfe eines Mobiltelefons frankiert werden konnten. Sie wurde 2023 durch den in der Post-App verfügbaren Service «DigitalStamp» abgelöst.

## Geschichte
2013 startete die Post eine Probephase der SMS-Briefmarke, auf den 1. September 2014 wurde sie, nachdem das Angebot während der Probephase über 100'000 Mal genutzt worden war, definitiv eingeführt.
Auf den 30. Juni 2023 wurde die SMS-Briefmarke aufgrund der ständig sinkenden Nachfrage eingestellt. Seither wird in der Post-App der Service «DigitalStamp» angeboten.

## Funktionsweise
Es wurde eine SMS an eine von der Post bereitgestellten Mehrwertdienst-Kurznummer geschickt. Die Post antwortete mit einem Code, der von Hand rechts oben an den Brief geschrieben wurde.
Die SMS-Briefmarke galt nur für A-Post-Briefe im Inland bis Format B5, bis 100 g und bis 2 cm Dicke. Die anfallenden Kosten wurden über das Mobiltelefon-Abonnement oder das Prepaid-Guthaben abgebucht.

## Kritik
Als Konsumentenschutzorganisation kritisierte das Konsumentenforum bei der Einführung den erhöhten Preis einer SMS-Briefmarke gegenüber einer normalen Briefmarke.
Ulrich Giezendanner (SVP) thematisierte in einer Interpellation einerseits die erhöhten Kosten einer SMS-Briefmarke (1.20 Franken zum Zeitpunkt der Interpellation) im Vergleich zu einer Briefmarke auf Papier (1 Franken) und anderseits, dass einer der drei nationalen Mobilfunkanbieter diese Dienstleistung nicht anbietet. Der Bundesrat stellt sich auf den Standpunkt, dass sowohl die Kosten, die durch Mehrwertdienst-Kurznummern entfallen, wie auch das Anbieten von solchen «Premium-SMS» den Mobilfunkanbietern überlassen ist.
Auf diese Kritik reagierte die Post und glich per 1. Januar 2017 den Betrag dem normalen Porto für A-Post-Briefe auf 1.00 Franken an.